# Bảo tàng Lịch sử Thanh tra Zamość Quân đội Nhà ở Bondyrz
Bảo tàng Lịch sử Thanh tra Zamość Quân đội Nhà ở Bondyrz (tiếng Ba Lan: Muzeum Historyczne Inspektoratu Zamojskiego Armii Krajowej w Bondyrzu) là một bảo tàng tọa lạc tại làng Bondyrz, xã Adamów, huyện Zamojski, tỉnh Lubelskie, Ba Lan. Bảo tàng này do Chi nhánh Zamość của Hiệp hội Binh sĩ Quân đội Nhà Thế giới điều hành.

## Lịch sử
Bảo tàng đầu tiên ở Bondyrz được thành lập vào năm 1972, theo khởi xướng của một cựu quân nhân trong hàng ngũ của Quân đội Nhà tên là Jan Sitek. Trong những năm đầu hoạt động, bảo tàng có tên là Bảo tàng Bondyrz - Nhà máy và Vùng Zamość 1939 - 1944. Bảo tàng bố trí triển lãm bên trong một tòa nhà thuộc Nhà máy Nội thất Zamojskie - Nhà máy số 2 ở Bondyrz. Bảo tàng này bị đóng cửa vào năm 1978. Trong sáu năm hoạt động, bảo tàng đón tiếp hơn 1.000 khách tham quan.
Bảo tàng mở cửa trở lại vào tháng 10 năm 1983. Lúc bấy giờ, tên của nó được đổi thành Bảo tàng Những năm đấu tranh và sự chiếm đóng của Vùng Zamość 1939-1944.
Vào năm 1990, Jan Sitek tặng bộ sưu tập cho Hiệp hội Binh sĩ Quân đội Nhà Thế giới. Vào tháng 1 năm tiếp theo, bảo tàng trở thành Bảo tàng Lịch sử "Adam" Thanh tra Zamość Quân đội Nhà ở Bondyrz.